# Sobralia odorata
Sobralia odorata är en orkidéart som beskrevs av Rudolf Schlechter. Sobralia odorata ingår i släktet Sobralia och familjen orkidéer.
Artens utbredningsområde är Colombia. Inga underarter finns listade i Catalogue of Life.